# Szögfelezőtétel

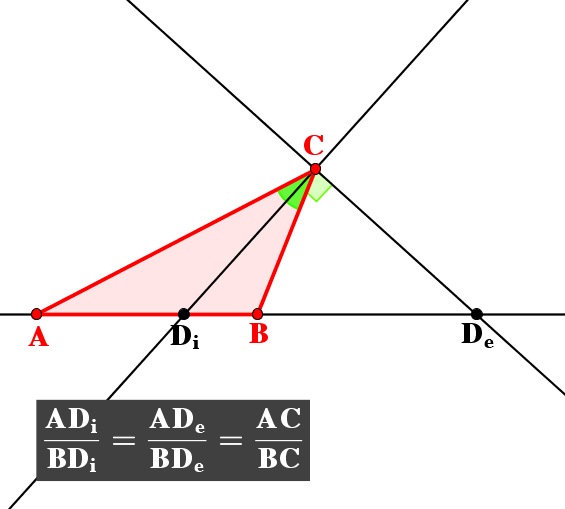
A D_{i}, D_{e} pontok helye csak az AC/BC aránytól függ

A szögfelező- vagy Apollóniusz-tétel az Euklideszi geometria egyik tétele, amely szerint egy háromszög szögfelezőinek talpponja a szomszédos oldalak arányában osztja a szemközti oldalt:
{\displaystyle {\frac {AD_{i}}{BD_{i}}}={\frac {AD_{e}}{BD_{e}}}={\frac {AC}{BC}}}
ahol:
A, B és C a háromszög csúcsai,
Di és De a C-ből induló belső és külső szögfelező talppontja

## Bizonyítása

### Párhuzamos szelőkkel

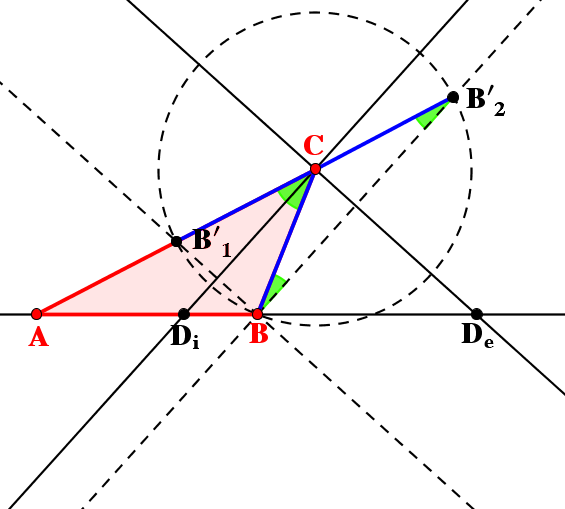
BCB’ _{2} egyenlő szárú háromszög, amelynek az alapja és a magassága párhuzamos a szögfelezőkkel

Belső szögfelezőre:
Az {\textstyle AB} oldalon lévő egyik, például a {\textstyle B} csúcsból párhuzamost húzok a {\textstyle C}-ből induló belső szögfelezővel, ez metszi az {\textstyle AC} egyenest egy {\textstyle B_{2}'} pontban. A külső szögfelezőre való tükrözés után a {\textstyle B} képe a {\textstyle BB_{2}'} egyenesen marad, mert a belső szögfelező merőleges a külsőre, és {\textstyle B} képe a {\textstyle CB} képén, {\textstyle CB_{2}'} egyenesen is rajta lesz, tehát {\textstyle B} képe {\textstyle B_{2}'}, tehát {\textstyle BC=CB'_{2}}. A párhuzamos szelők tétele miatt {\displaystyle {\frac {AD_{i}}{BD_{i}}}={\frac {AC}{BC}}}.
A külső szögfelezőre hasonlóan megy.

### Szinusztétel használatával
A szinusztételbe beírva azonnal adódik a kívánt összefüggés:
{\displaystyle {\frac {AD_{i}}{AC}}={\frac {\sin ACD_{i}\angle }{\sin AD_{i}C\angle }}={\frac {\sin BCD_{i}\angle }{\sin BD_{i}C\angle }}={\frac {BD_{i}}{BC}}}
Külső szögfelezőre ugyanígy.

## Megfordítása
Egy lehetséges megfordítás: ha adott A, B, C és Di hogy {\displaystyle {\frac {AD_{i}}{BD_{i}}}={\frac {AC}{BC}}}, akkor igaz-e, hogy ACDi< szög egyenlő BCDi< szöggel.

## Duálisa
A távolság és szög (szinusza) fogalmakat felcserélve jutunk a szögfelezőtétel duálisához. Az oldalfelezőtétel szerint egy háromszögben egy szöget a szemközti oldalfelezőponttal összekötő egyenes szinuszosan olyan arányban oszt, mint a szemben levő oldalon a megfelelő szögek szinuszai. Ez nem túl nevezetes összefüggés, de igazolható a szinusztétel segítségével.

## Apollóniusz-kör
A szögfelezőtétel következménye, hogy az olyan pontokból, amelyeknek két adott ponttól, A-tól és B-től vett távolságaik aránya egy adott állandó, merőlegesen fog látszódni a külső és belső szögfelező talppontja, tehát rajta lesz azok Thalész-körén.